# Rafael Yela Günther
Rafael Yela Günther, (Quetzaltenango, 28 de septiembre de 1888 - Ciudad de Guatemala, 17 de abril de 1942) fue un escultor y pintor guatemalteco.

## Reseña biográfica

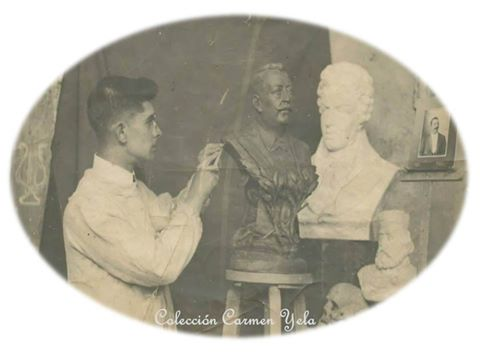
Yela Günther en su estudio. Fotografía de Carmen Yela.

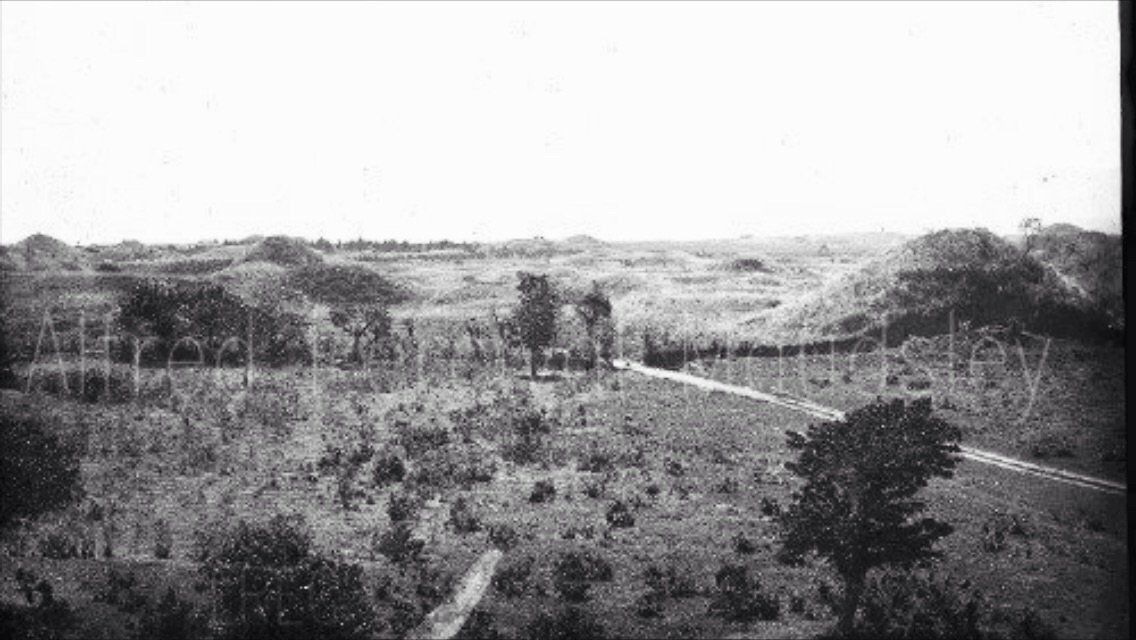
Sitio arqueológico de Kaminaljuyú en la Ciudad de Guatemala en 1890. En 1926, Yela colaboró con Manuel Gamio en excavaciones en este sitio. Fotografía de Alfred Percival Maudslay.

Yela se formó como escultor junto a su padre Baldomero Yela Montenegro (1859–1909), escultor y tallista de mármol, y posteriormente con el escultor venezolano Santiago González (1850–1909). El italiano Antonio Doninelli completó su formación enseñándole técnicas de fundición de bronce. En sus inicios como artista entabló amistad con notables colegas como Carlos Mérida, Carlos Mauricio Valenti Perrillat y Jaime Sabartés.
Fue miembro de la Generación del 10 de Guatemala junto con Carlos Mérida y Carlos Valenti.
En 1921, tras desilusionarse del movimiento unionista que derrocó al presidente Manuel Estrada Cabrera, y en el cual había participado activamente en la ciudad de Quetzaltenango, se trasladó a México, donde conoció a Diego Rivera y tuvo su primer contacto con el Arte maya y el Arte azteca a través de Manuel Gamio. Durante los años del gran proyecto antropológico y arqueológico de Gamio, además del personal estable en el sitio había jóvenes mexicanos y de todo el mundo que se acercaron y participaron de diversas maneras; Yela Günther fue uno de ellos, colaborando con Gamio en México entre 1921 y 1925.
En Teotihuacán, Yela Gúnther trabajó en diversas tareas como profesor y se dedicó al gran proyecto del Auditorio, producir los murales que decorarían el museo reordenado y realizar la escultura del «Tríptico de la Raza»; en el Auditorio. Además de construirlo, se encargó de que estuviera decorado con motivos de la tradición indígena prehispánica- trabajo en el que se hace evidente la influente de Diego Rivera en su obra. Tras concluir la obra, Yela siguió trabajando en México para la antigua secretaría de Antropología; de sus trabajos, Diego Rivera mencionó que Yela Günther era el mejor elemento con que contaba la plástica escultórica en México en ese momento.
En 1926, Gamio se vio obligado a salir de México por serias acusaciones de que estaba sobornando a sus superiores; salió hacia Nueva York y luego, gracias a contactos de Yela -a quien se había llevado como secretario privado-, se trasladó a la Ciudad de Guatemala para excavar las ruinas de Kaminal Juyú. En esa ciudad maya, hicieron una serie de pozos estratigráficos que sirvieron a Alfred Kidder para comenzar a excavar en forma sistemática al año siguiente.
De 1927 a 1930 residieron en los Estados Unidos, en donde trabajaron con Edgar Lee Hewett, reconocido arqueólogo estadounidense que ya había trabajado en el sitio arqueológico de Quiriguá en Guatemala entre 1910 y 1913 y que había sido maestro de otros famosos arqueólogos como Sylvanus Morley y Kidder. En 1930 Yela regresó a México como agregado cultural en la embajada guatemalteca en ese país y luego el gobierno del general Jorge Ubico lo nombró director de la Academia de Bellas Artes «Rafael Rodríguez Padilla» en donde laboró hasta su muerte en 1942.
Con respecto a su relación con el presidente Ubico existen opiniones diversas; si bien es cierto que Ubico fue el líder de un régimen despótico que no toleraba ninguna oposición pero que perseguía toda forma de cultura de vanguardia -como el muralismo mexicano en ese momento-, y que Yela -luego de haber compartido con Gamio tanto años- era afín a la idealogía de la Revolución Mexicana, también hay que indicar que el arte era uno de los pocos espacios en que se podía sobrevivir en Guatemala en esos años.

## Obras

### Escultura
- Monumento a José Francisco Barrundia, Cementerio de la Ciudad de Guatemala, 1905/1906
- Monumento a Isabel La Católica, Ciudad de Guatemala, 1915
- «Tríptico de la Raza», Museo Arqueológico de Teotihuacán, México, 1922 (destruido en la década de 1960): mural en tres partes que decoraba el antiguo museo construido originalmente por Leopoldo Batres y que Gamio modernizó con una nueva decoración y una gran escultura llamada «El indio primitivo» que también fue destruida.[7]  Gamio indicó que Yela Günther dibujó los grabados de las tres portadas, que sintetizaban gráfica y simbólicamente la vida de la población teotihuacana en sus tres etapas evolutivas.[7]
- «Una familia camino al mercado», Teotihuacán, México, 1925: grandote relieve en cerámica del que Jean Charlot dijo: «la técnica empleada en él es tan simple como el motivo; los planos sobriamente contrastados; los sutiles claro-oscuros se hermanan con la sencillez del tema. [...] Yela ha empleado la greda como la pudieron haber empleado los mismos indios que él representa en el relieve, dando con una sencillez bien grande, la sensación de volúmenes y planos».[4]
- El Obelisco, (1934/1935): Monumento a los próceres de la Independencia de Centroamérica.[8]
- Mausoleo de Jacinto Rodríguez Díaz, 1932
- Monumento a Justo Rufino Barrios, 1941: estructura de aproximadamente quince metros de altura ubicada en el parque central de Quetzaltenango e inaugurada por el presidente Jorge Ubico.

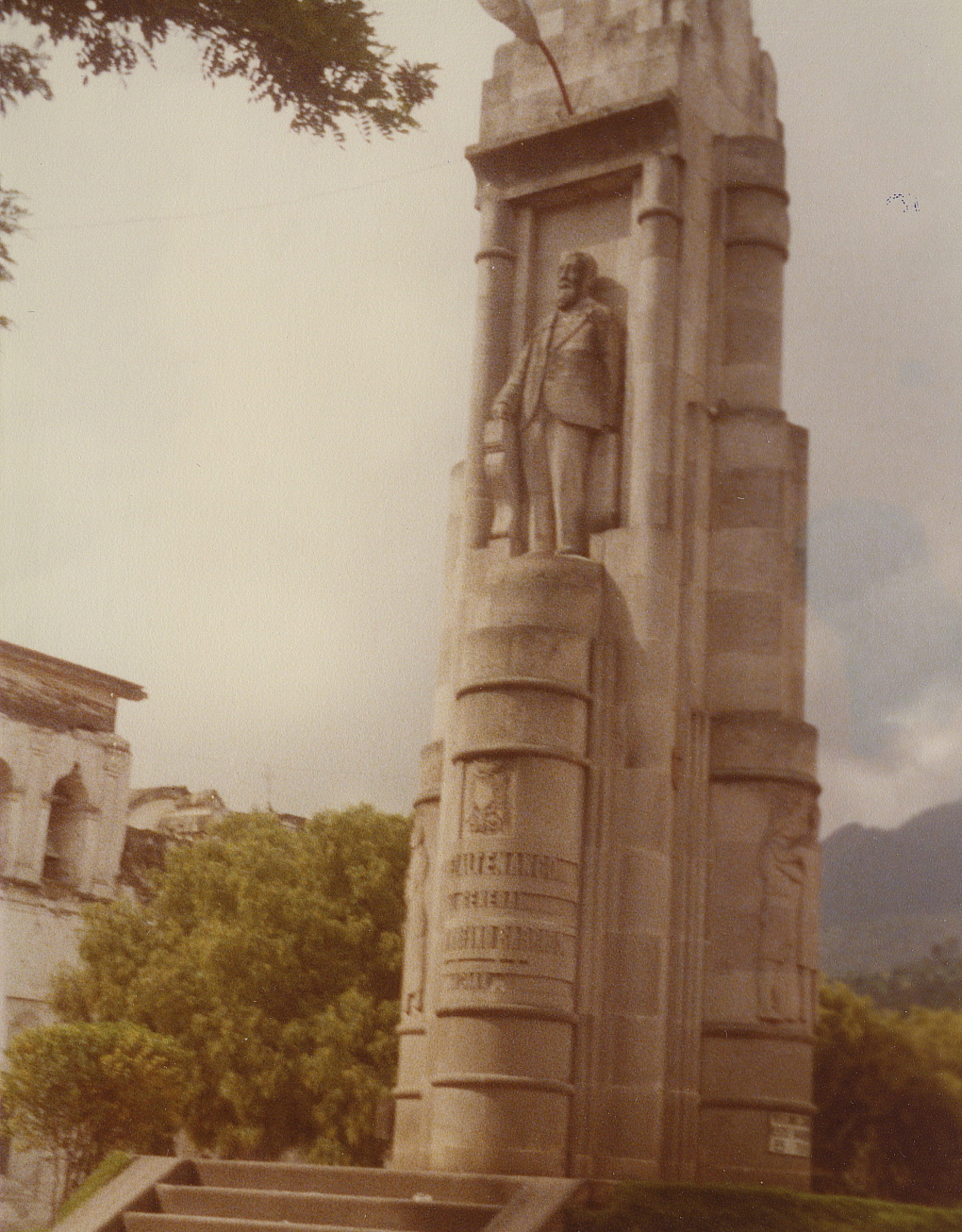
Monumento al presidente Justo Rufino Barrios en Quetzaltenango.
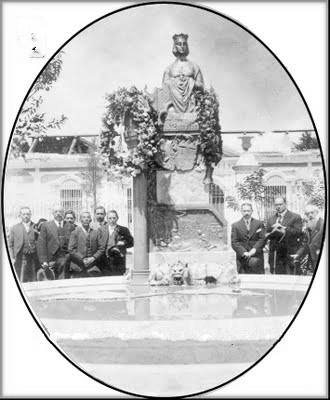
Monumento a Isabel La Católica, en su inauguración en 1915.
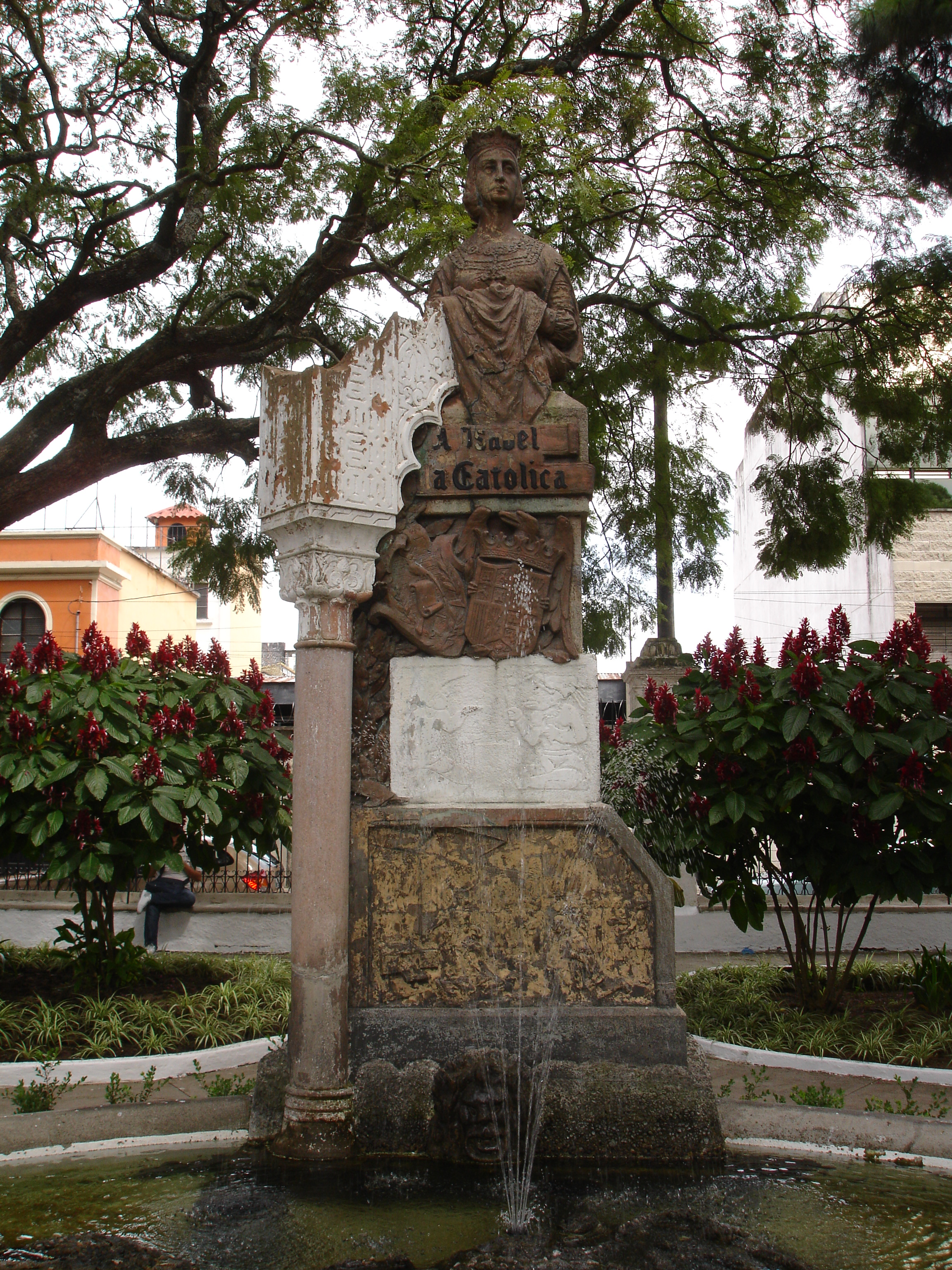
Monumento a Isabel La Católica en el parque del mismo nombre en la Ciudad de Guatemala en 2005.
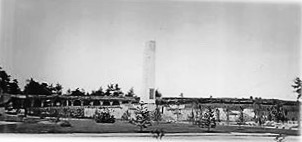
Obelisco a los Próceres de la Independencia de Centroamérica, 1935.

### Arquitectura
- Auditorium de Teotihuacán: obra del nuevo muralismo de la década de 1920 con características insólitas, diseñado para presentar eventos y para ser admirado a la vez.[1]